# Ya‘ar HaQedoshim
Ya‘ar HaQedoshim (hebreiska: יער קדושים) är en skog i Israel.   Den ligger i distriktet Jerusalem, i den centrala delen av landet.